# Doddihalli, Belur
Doddihalli là một làng thuộc tehsil Belur, huyện Hassan, bang Karnataka, Ấn Độ.